# Alfred Desenclos
Alfred Desenclos (Portel (Pas-de-Calais) 7 februari 1912 – Parijs 3 maart 1971) was een Franse componist van (moderne) klassieke muziek. Desenclos beschouwde zichzelf als een "romanticus" die zeer expressieve en atmosferische muziek schreef, geworteld in een gedegen compositietechniek.

## Leven
Hij kwam uit een gezin met tien kinderen en om zijn familie te onderhouden moest Desenclos afzien van het voortzetten van zijn studie en tot zijn twintigste als industrieel ontwerper in de textielindustrie werken. In 1929 begon hij zijn studie piano aan het Conservatorium in Roubaix, Frankrijk. Tot die tijd had hij alleen als amateur gespeeld. In 1932 werd hij toegelaten tot het Conservatoire de Paris, waar hij prijzen won voor fuga, harmonie, compositie en begeleiding, terwijl hij in zijn levensonderhoud voorzag als 'maître de Chapelle' (kapelmeester) in de kerk van Notre-Dame-de-Lorette, in het 9e arrondissement van Parijs.
Zijn gewijde muziek behoort tot de traditie die was begonnen door Saint-Saëns en voortgezet door Fauré en Duruflé. Hij won de Prix de Rome in 1942, het jaar waarin hij samen met André Theurer de muziek schreef voor de film The Blue Veil.
Desenclos was de directeur van zijn alma mater, het Conservatoire de Roubaix, van 1943 tot 1950 (waar de componist Pierre Jansen een van zijn leerlingen was) en doceerde van 1967 tot aan zijn dood harmonie aan het Conservatoire de Paris.
Desenclos' Messe de requiem werd in 1963 geschreven en uitgegeven door Durand et Fils in 1967. In 1999 werd het stuk herdrukt onder de naam van de in Atlanta gevestigde componist Tristan Foison. Foison's mis kreeg zijn "Amerikaanse première" op 18 mei 1999; kort daarna werd ontdekt dat het stuk noot-voor-noot een kopie was van dat van Desenclos.
Het oeuvre van Alfred Desenclos was tijdens zijn leven weinig bekend buiten de wereld van de liturgische muziek, maar beleeft in de 21e eeuw een sterke opleving in de concertzaal en de opnamestudio. Met name zijn 'Quatuor de saxophones' is verankerd in het 20e-eeuwse kamermuziekrepertoire.
Hij is de vader van de organist Frédéric Desenclos (1961-)

## Beperkte filmografie
- The Blue Veil (1942)
- Beautiful Love (1951)

## Composities
- Aria & Rondo (contrabas en piano)
- Bucoliques (fluit en piano)
- Cantilène et divertissements ( hoorn en piano)
- Fantaisie (harp solo)
- Incantation, thrène et danse (trompet en orkest)
- Messe de requiem
- Nos autem (SSATBB a capella )
- Plain-Chant et allegretto (trombone en piano)
- Préludes (instrumentatie nodig)
- Préambule, complainte et final ( hoorn en piano)
- Prélude, cadans et finale (altsaxofoon en piano)
  - In 1997 werd dit stuk gearrangeerd voor altsaxofoon en orkest door Russell Peterson
  - In 1999 werd dit stuk gearrangeerd voor altsaxofoon en blazers door Donald Patterson en uitgevoerd door Miles Smith met "The President's Own" United States Marine Band.
  - in 2007 werd dit stuk gearrangeerd voor altsaxofoon en klein harmonieorkest door de Nederlandse saxofonist Karl Veen.
- Quatuor (saxofoonkwartet)
- Salve Regina (SATB-koor)
- Suite breve (piano solo)

## Geselecteerde opnames
- Joël Suhubiette, dirigent, Les Elements: Desenclos: Requiem (Éditions Hortus, HORT009)
- Delphian CD 34136: Desenclos Messe de Requiem Choir of King's College London, 2014
- Éric Aubier : Incantation, Thrène et Danse. CD: The art of the trumpet, 2015